# 團旺河
{\displaystyle }團旺河是中華人民共和國上海市崇明島上的一條南北走向的運河，屬於崇明環島運河的一部分，連接北橫引河與南橫引河。全長15.24千米。該運河於1992年和1993年分兩次開挖建成。